# Costa Pacifica
El Costa Pacifica es un crucero de la clase Concordia para Costa Cruceros. Fue entregado a Costa Cruceros el 29 de mayo de 2009. Sus barcos gemelos, Costa Concordia y Costa Serena, fueron botados en 2006 y 2007, con Costa Favolosa y Costa Fascinosa botados en 2011 y 2012 respectivamente.

## Historial de operaciones
El viaje inaugural del Costa Pacifica fue el 6 de junio de 2009, un crucero de ocho días y partió en Savona, con una escala especial de 48 horas en Palma de Mallorca, España.
Durante toda la temporada de verano de 2009, Costa Pacifica ofreció cruceros de siete días por el Mediterráneo Occidental, con escalas en Roma, Savona, Marsella, Barcelona, Palma, Túnez, Malta  Valencia y Palermo.
Durante la temporada de invierno 2009-2010, el Costa Pacifica partió de Roma y Savona, ofreciendo cruceros de 10 y 11 días en Egipto, Israel y Turquía. En el verano de 2010, ofreció cruceros de siete días por el Mediterráneo occidental, con escalas en Roma, Savona, Barcelona, Palma, Túnez, Malta y Catania.